# Qart Hadasht
Qart Hadasht (del púnico: 𐤒𐤓𐤕 𐤇𐤃𐤔𐤕 [qart hadašt] ‘ciudad nueva’) es el nombre de una antigua ciudad cartaginesa ubicada donde se erige hoy día la ciudad de Cartagena (España). Recibió ese nombre desde su fundación por los cartagineses en el año 227 a. C. hasta la conquista romana en 209 a. C., en el marco de la segunda guerra púnica, siendo desde ese momento denominada Carthago Nova.

## Historia

### Fundación
Según las fuentes clásicas, la ciudad de Cartagena fue fundada por el general cartaginés Asdrúbal el Bello en el año 227 a. C.

Después de Abdera, viene la Nueva Carthago, que fue fundada por Asdrúbal, sucesor de Amílcar Barca, padre de Aníbal. Es entre todas las ciudades de la zona la más poderosa; goza de una situación natural fuerte y de unas murallas bellamente construidas. Dispone de varios puertos, de una laguna y de las minas de plata (...)
Estrabón, Geografía 3, 4.6

El problema se plantea porque algunas fuentes clásicas también mencionan la ciudad de Mastia alrededor del siglo VI a. C., relacionada con la cultura tartésica, y que la historiografía tradicional, heredera de las ideas de Adolf Schulten, asocia geográficamente con Cartagena. Este hecho induce a pensar que Asdrúbal no fundó la ciudad sobre un solar vacío, sino que aprovecharía el antiguo asentamiento de Mastia, influenciado por la cultura púnica, refundándolo, reamurallándolo y convirtiéndolo en capital de los dominios cartagineses en Iberia.
En apenas 18 años que los cartagineses estuvieron en la ciudad, no era tiempo suficiente para construir una ciudad, un puerto, astilleros, y amurallar la ciudad. Qart Hadasht tuvo que ser fundada sobre una ciudad amurallada ya existente, dando lugar a la refundación de la ciudad, tal como ahora es conocida por la historia.[cita requerida]
Sin embargo el historiador Eulogio Saavedra y Pérez de Meca, en su obra Mastia y Tarteso y los pueblos litorales del Sud-Este de España en la antigüedad, publicada por la Real Academia de Alfonso X el Sabio, defendió que Mastia fue en realidad la ciudad de Mazarrón, situada a 40 kilómetros de Cartagena.[cita requerida]

### Segunda guerra púnica

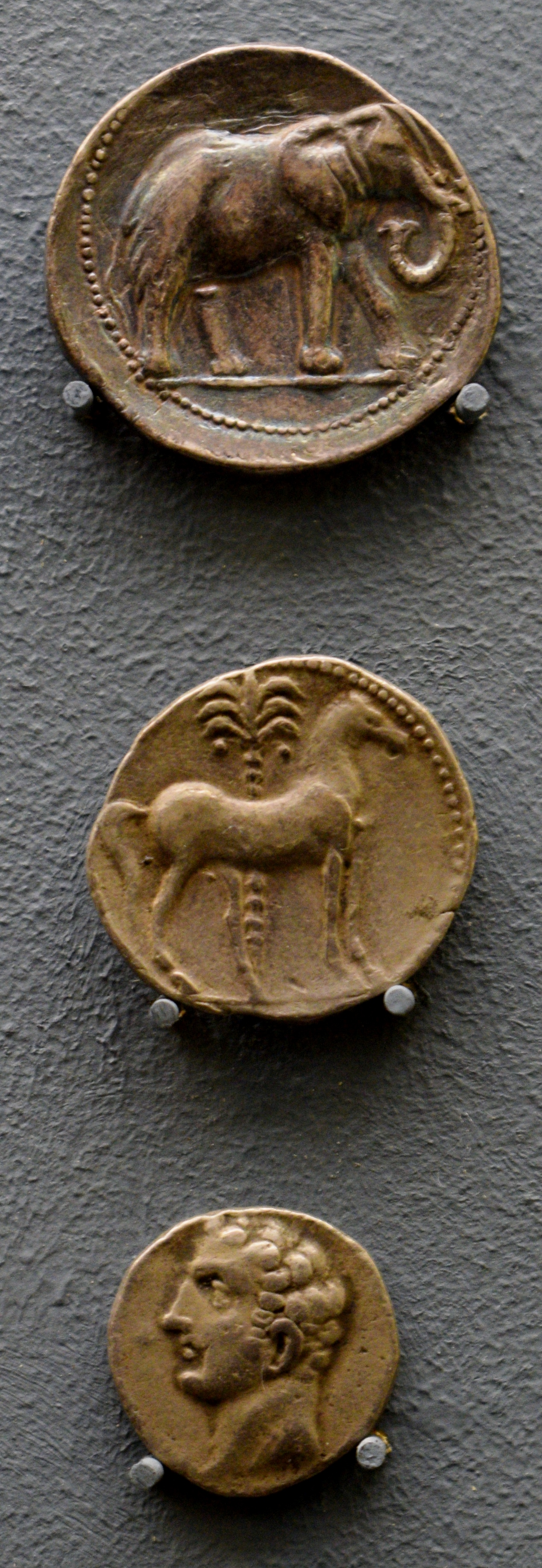
Conjunto de monedas cartaginesas de plata, una de ellas con la probable efigie de Amílcar Barca, acuñadas en Cartagena. Colección del Museo de Albacete.

Qart Hadasht se convirtió en la base principal de operaciones de Cartago en Iberia y en fuente principal de abastecimiento de plata, procedente de las minas de Cartagena para el sostenimiento del ejército durante el transcurso de la segunda guerra púnica.

Con la plata de las minas de Cartagena pagaron ellos sus mercenarios, y, cuando por la toma de ésta en 209 a.C. Carthago perdió estos tesoros, Aníbal ya no fue capaz de resistir a los romanos, de manera que la toma de Cartagena decidió también la guerra de Aníbal.
Schulten, Fontes Hispaniae Antiquae.

De Qart Hadasht partió Aníbal con sus elefantes en su célebre expedición a Italia, que le llevaría a cruzar los Alpes, al comenzar la segunda guerra púnica en el año 218 a. C.
Según algunos historiadores, las posesiones de Asdrúbal en la península ibérica no dependían de Cartago, sino que formaban parte del proyecto de Asdrúbal de consolidar en Iberia una monarquía de tipo helenístico con capital en Qart Hadasht. Asesinado Asdrúbal, se haría cargo de este reino su cuñado Aníbal.
Desde Qart Hadasht partió Aníbal hacia Italia en su célebre expedición con elefantes para derrotar a Roma en el año 218 a. C. en su propio terreno.
Por el contrario, Roma envió al general Publio Cornelio Escipión, quien sitió la ciudad tanto por mar como por tierra, y tras una dura batalla logró tomar la plaza. Con la caída de Qart Hadasht, Roma dio un paso definitivo para acabar con el dominio púnico en el sur de la península ibérica.

## Arqueología

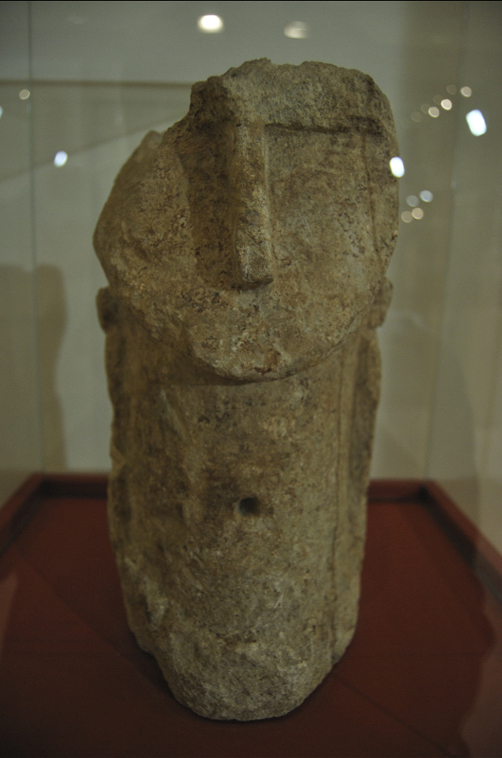
Exvoto del siglo III a. C. con forma de pebetero. Museo Arqueológico Municipal.

### El Molinete
Durante la dominación cartaginesa, nos dice Polibio que El Molinete (llamado Arx Asdrubalis por los romanos) cumplía funciones de acrópolis de la ciudad, y que como tal albergaba el palacio de Asdrúbal el Bello, fastuoso recinto en el que fue asesinado y que, sin embargo, no ha sido encontrado.
Las excavaciones en el cerro a finales del siglo XX hicieron emerger numerosos vestigios de época romana, y fue bajo estas donde apareció una construcción de gruesos muros de 2 metros de altura levantada con ladrillos de terracota, que se cree pertenecían a un santuario púnico. El descubrimiento de una gran cantidad de cuencos de arcilla para libaciones alimenta la hipótesis de que allí se realizaban rituales de fuego, pues la composición de la cerámica nos remite a alfares de las colonias cartaginesas de Sicilia que serían modelados en Qart Hadasht. De confirmarse su cronología e interpretación, este sería el mayor edificio de época bárcida reconocido hasta el momento en Cartagena.
En 2015, la Real Academia de la Historia publicó las investigaciones del arqueólogo Iván Negueruela, en las que interpretaba que el palacio de Asdrúbal está construido sobre la colina siguiendo un trazado basado en un sistema de ángulos sexagesimales. El arquitecto responsable habría ideado un complejo trazado basado en triángulos combinados con rectángulos, denotando un profundo conocimiento de la geometría. La medida es la del «codo real», de cerca de 52 cm, bien documentado en las excavaciones de Cartago, y el monumento se habría estructurado en siete terrazas escalonadas que se tallaron en la roca adaptándose a la abrupta topografía del cerro del Molinete.

### Muralla
Dotada de un centro de interpretación propio, la muralla púnica conserva el lienzo de la parte del muro que se extendía entre los cerros de San José y el monte Sacro, en la entrada del antiguo istmo. La construcción sigue patrones helenísticos: está compuesta de un doble paramento paralelo de arenisca que conserva una altura de más de tres metros.
Durante las excavaciones en la muralla se encontraron evidencias de un incendio provocado, que podría estar relacionado con la batalla que llevó a la toma de la ciudad por el general romano Publio Cornelio Escipión.

### Viviendas
En febrero de 1986 apareció en un solar de la calle de la Serreta, en las faldas del monte Sacro, un yacimiento púnico parcialmente dañado por unas obras que habían ignorado los restos. Las prospecciones posteriores sacaron a la luz una serie de estancias cuadrangulares dotadas de zócalos hechos de grandes piedras y paredes de adobe, y que presentaban signos de destrucción que los investigadores achacaron al asalto romano de 209 a. C. También se averiguó que se trataba de una casa de pescadores.
En la Plaza de San Ginés fue encontrada otra vivienda cartaginesa, esta vez de una única habitación, mas lo verdaderamente relevante lo constituye un tramo pavimentado de calle, lo que podría insinuar un ordenamiento urbano. Otras viviendas han sido excavadas en las calles de Faquineto y San Cristóbal Larga, sobre las que estaban superpuestas otras posteriores a la conquista latina, y en 2014 se halló otra edificación de carácter residencial durante unas catas arqueológicas en la Plaza de la Merced, con signos de incendio derivado del citado asalto.

## Cultura popular

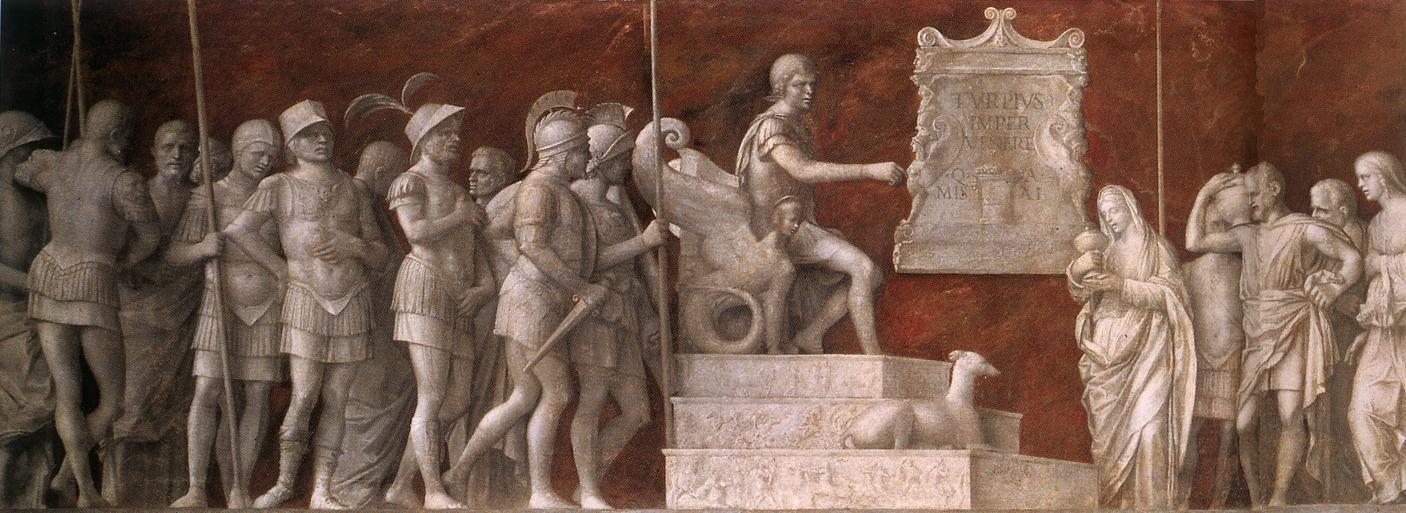
La clemencia de Escipión, de Giovanni Bellini.

La historia de la dominación cartaginesa de Cartagena ha influido en la cultura popular, fundamentalmente a causa de su rol en el conflicto romano-púnico. Muy tempranamente, la literatura romana se fascinó por un episodio denominado La clemencia de Escipión, según el cual tras la toma de la ciudad por Escipión, unos soldados le presentaron a una joven ibera de excepcional belleza como botín. El príncipe celtíbero Alucio, prometido y enamorado de ella, se presentó ante el romano portando un rescate. Escipión entonces se apiadó y consignó el dinero del rescate como dote para la boda. El suceso, probablemente un relato legendario, fue fuente de inspiración de muchos músicos y artistas del Renacimiento y el Barroco.
Ya en tiempos modernos podemos encontrar referencias y descripciones de Qart Hadasht en la novela histórica, en la que destaca como fastuosa capital de los Bárcidas en Iberia. Ejemplos son Africanus: el hijo del cónsul de Santiago Posteguillo o Pride of Carthage de David Anthony Durham.
La cinematografía por su parte también se ha interesado en la Cartagena púnica, produciéndose de mano institucional los documentales De Qart-Hadast a Cartagena. La legendaria Muralla Púnica y Carthago Nova (en su parte inicial), que llegó a ser finalista en los Premios Goya a mejor película de animación. Asimismo, desde 1990 se celebran cada año en la ciudad las fiestas recreacionistas de Carthagineses y Romanos, centradas en los sucesos de la partida de Aníbal y la toma por Escipión.